# Telavi Open
Il Telavi Open è un torneo di tennis che si gioca sulla terra rossa che fa parte dell'ITF Women's Circuit e dell'ITF Men's Circuit. Il torneo si gioca a Telavi in Georgia dal 2007.

## Albo d'oro

### Singolare maschile
| Anno     | Campionessa       | Finalista         | Punteggio     |
| -------- | ----------------- | ----------------- | ------------- |
| 2013     | Toni Androić      | Benjamin Balleret | 6–2, 4–6, 7–5 |
| 2013 (2) | Benjamin Balleret | Toni Androić      | 3–0, ritiro   |

### Doppio maschile
| Anno     | Campionesse                      | Finaliste                       | Punteggio     |
| -------- | -------------------------------- | ------------------------------- | ------------- |
| 2013     | Romain Arneodo Benjamin Balleret | Arkadiusz Kocyla Błażej Koniusz | 7–6(7–5), 6–0 |
| 2013 (2) | Romain Arneodo Benjamin Balleret | Arkadiusz Kocyla Błażej Koniusz | 7–5, 6–2      |

#### Singolare femminile
| Anno        | Campionessa       | Finalista         | Punteggio             |          |
| ----------- | ----------------- | ----------------- | --------------------- | -------- |
| 2013        | Aleksandra Panova | Viktorija Kan     | 7–5, 6–1              |          |
| 2012        | Elina Svitolina   | Lesja Curenko     | 6–1, 6–2              |          |
| 2011        | Aleksandra Panova | Alexandra Cadanțu | 4–6, 6–1, 6–1         |          |
| ↑ ITF 50K ↑ |                   |                   |                       |          |
| 2010        | Melanie Klaffner  | Iryna Burjačok    | 3–6, 6–0, 3–0, ritiro |          |
| 2009        | Réka-Luca Jani    | Melanie Klaffner  | 6–2, 6–4              |          |
| 2008        | Not Held          | Not Held          | Not Held              | Not Held |
| 2007        | Corinna Dentoni   | Anna Gerasimou    | 6–2, 1–6, 6–0         |          |
| ↑ ITF 25K ↑ |                   |                   |                       |          |

#### Doppio femminile
| Anno        | Campionesse                        | Finaliste                               | Punteggio        |          |
| ----------- | ---------------------------------- | --------------------------------------- | ---------------- | -------- |
| 2013        | Maria Elena Camerin Anja Prislan   | Anna Zaja Maša Zec Peškirič             | 7–5, 6–2         |          |
| 2012        | Réka-Luca Jani Christina Shakovets | Kacjaryna Dzehalevič Oksana Kalašnikova | 3–6, 6–4, [10–6] |          |
| 2011        | Elena Bogdan Mihaela Buzărnescu    | Ekaterine Gorgodze Anastasia Grymalska  | 1–6, 6–1, [10–3] |          |
| ↑ ITF 50K ↑ |                                    |                                         |                  |          |
| 2010        | Veronika Kapšaj Agnes Szatmari     | Oksana Kalašnikova Melanie Klaffner     | 6–1, 2–6, [10–8] |          |
| 2009        | Chayenne Ewijk Marlot Meddens      | Tatia Mikadze Manana Shapakidze         | 6–2, 6–4         |          |
| 2008        | Not Held                           | Not Held                                | Not Held         | Not Held |
| 2007        | Ria Dörnemann Ksenia Palkina       | Vasilisa Davydova Marina Šamajko        | 6–2, 6–2         |          |
| ↑ ITF 25K ↑ |                                    |                                         |                  |          |